# Miss Venezuela 2002
El Miss Venezuela 2002 fue la cuadragésima novena (49.ª) edición del certamen Miss Venezuela, el concurso fue transmitido en vivo por Venevisión desde el Poliedro de Caracas, en Caracas, Venezuela el viernes 20 de septiembre de 2002. Al final de la competencia, Cynthia Lander, Miss Venezuela 2001, del Distrito Capital, coronó a Mariángel Ruiz, de Aragua, como su sucesora.

## Desarrollo
Ese año Joaquín Riviera decidió celebrar por todo lo alto los 50 años del concurso "Miss Venezuela", teniendo como un excepcional panel de jurado a varias exreinas, entre las cuales figuraron: Myriam Cupello Menda (Reina de Venezuela 1949), Gisela Bolaños (1953), Susana Duijm (1955), María de las Casas (1965), Peggy Kopp (1968), Bella La Rosa (1970), Jeannette Donzella (1971), María Antonieta Cámpoli (1972), Desirée Facchinei (1973), Paola Ruggeri (1983), Andreína Goetz (1990), Jacqueline Rodríguez (1991), Milka Chulina (1992) y Eva Ekvall (2000). El concursó arrancó con varias favoritas, entre ellas Vanessa Fanesi (Yaracuy), Amara Barroeta (Distrito Capital), Aída Yéspica (Amazonas), María Fernanda León (Portuguesa) y Melissa Wolf (Miranda). Sin embargo, todas las "viejitas" del jurado le tumbaron el cuadro de favoritas a Osmel. De esta forma llegó la final, aquel viernes 20 de septiembre de 2002 en "El Poliedro" de Caracas, y Maite Delgado proclamó como "Miss Venezuela 2002" a Mariángel Ruiz Torrealba (Aragua), una hermosa joven, venezolana nata, hija de criollos, entre 26 aspirantes al título. Su triunfo fue un batacazo de punta a punta, y máxime cuando nunca figuró ni siquiera entre las primeras 3 a ganar el título. Las finalistas fueron: Amara Elyn Barroeta Seijas (Distrito Capital), primera; Driva Ysabella Cedeño Salazar (Nueva Esparta), segunda; Melissa Alexandra Wolf Ehrenzeller (Miranda), tercera y Ana Graciela Quintero Nava (Zulia), cuarta. Esta última también fue un súper batacazo. Entre las 10 semifinalistas figuraron: Jesika Gabriela Marcano Román (Anzoátegui), Enid Solsiret Herrera Ramírez (Monagas), María Fernanda León Pinto (Portuguesa), Ix-Balanke Tibisay Montilva Mora (Táchira) y Vanessa Carolina Fanesi Auteri (Yaracuy). La gran perdedora de esa noche fue Aída María Yéspica Jaime (Amazonas), una de las preferidas de Osmel, quien fue traída de Italia para este certamen, y fue tan gris para las damas del jurado, que a juicio de ellas no merecía estar siquiera entre las semifinalistas. Las bandas especiales recayeron en: María Andreína Abrahamz Navarro (Vargas), "El cabello más bello Palmolive Optims"; Amara Barroeta (Distrito Capital), "Miss Figura Pepsi Light"; Aída Yéspica (Amazonas), "Miss Piel Palmolive Botanicals"; María Fernanda León (Portuguesa) ganó dos: "Miss Internet Telcel.net" y "Miss Rostro Ebel" y Vanessa Fanesi también consiguió dos: "La Sonrisa Colgate Sensation Blanqueadora" y "Miss Fotogénica". Mariángel Ruiz nació en San Juan de los Morros, Guárico, el 7 de enero de 1980, bajo el signo Capricornio, tenía 22 años de edad. Medía 1,76 m de estatura, pesaba 58 kilos y sus medidas eran 92-62-92. Tenía el cabello castaño oscuro, los ojos color café y la piel bronceada. Le hicieron cirugía en la nariz, ya tenía el busto operado.
fue elegida por un jurado compuesto por 17 exreinas de belleza venezolanas.

## Ganadoras
| Resultado Final     | Candidata |
| ------------------- | --- |
| Miss Venezuela 2002 | - Aragua - Mariángel Ruíz |
| 1.ª Finalista       | - Distrito Capital - Amara Barroeta |
| 2.ª Finalista       | - Nueva Esparta - Driva Cedeño |
| 3.ª Finalista       | - Miranda - Melissa Wolf |
| 4.ª Finalista       | - Zulia - Ana Quintero |
| Semifinalistas      | - Anzoátegui - Jéssika Marcano - Monagas - Solsiret Herrera - Portuguesa - María Fernanda León - Táchira - Tibisay Moltiva - Yaracuy - Vanessa Fanessi |

## Gala de la belleza: Miss Mundo Vzla 2002
La encargada de la conducción de la gala fue la bella Viviana Gibelli  (realizada el 31 de agosto de 2002), quien luego de un lindo opening, empezó a presentar las candidatas individualmente, para luego de una pausa comenzar el desfile en traje de gala. Las candidatas desfilaron en traje de gala similares para todas diseñados por Hugo Espina, quien recreo vestidos ceñidos al cuerpo que estilizaban las figuras de las candidatas en variados colores.
La noche estuvo cargada de música a cargo de la agrupación "indecente" en su debut, para luego dar paso al  grupo Panameño la factoría quienes interpretaron sus mayores éxitos dando comienzo al desfile en traje de baño. Finalmente sin más preámbulos dieron inicio a las premiaciones en la cual salió victoriosa la representante de Carabobo con 3 bandas, detrás de ella Portuguesa y Yaracuy ambas con 2 bandas y finalmente Vargas, Amazonas y Distrito Capital obtuvieron 1 banda.
Por último el jurado dio a conocer a la joven que representará a Venezuela el próximo mes de noviembre en Nigeria en el Miss Mundo 2002 y la ganadora fue: Goizeder Azúa (Carabobo). Andreína Prieto, Miss Mundo Venezuela 2001, entregó la corona y Daniel Navarrete, Míster Venezuela 2001, acompañó a la joven hasta su trono donde el propio presidente de la Organización Miss Venezuela, Osmel Sousa, le colocó la banda y capa.
El título de Miss Carabobo; fue entonces desocupado para la última competencia de Miss Venezuela universo 2002.

### Resultados
| Resultado Final           | Candidata                  |
| ------------------------- | -------------------------- |
| Miss Venezuela Mundo 2002 | - Carabobo - Goizeder Azúa |

### Premios Especiales
| Premio               | Candidata Ganadora                |
| -------------------- | --------------------------------- |
| Mejor Pasarela       | Carabobo - Goizeder Azúa          |
| Mejor Figura         | Distrito Capital - Amara Barroeta |
| Miss Internet        | Portuguesa - María Fernanda León  |
| Miss Fotogenica      | Yaracuy - Vanessa Fanessi         |
| Mejor Cabello        | Vargas - María Andreína Abrahamz  |
| La piel más linda    | Amazonas - Aida Yespica           |
| Miss Simpatía        | Carabobo - Goizeder Azúa          |
| El rostro más bello  | Portuguesa - María Fernanda León  |
| La sonrisa más bella | Yaracuy - Vanessa Fanessi         |
| Miss Personalidad    | Carabobo - Goizeder Azúa          |

## Candidatas Oficiales
| Estado                 | Candidata                          | Edad | Estatura (m) | Ciudad Natal           |
| ---------------------- | ---------------------------------- | ---- | ------------ | ---------------------- |
| Amazonas               | Aída María Yéspica Jaime           | 20   | 1,73         | Barquisimeto           |
| Anzoátegui             | Jessika Gabriela Marcano Román     | 18   | 1,72         | Valera                 |
| Apure                  | Johanna Alejandra Madureri Perea   | 21   | 1,74         | Caracas                |
| Aragua                 | Mariángel Ruíz Torrealba           | 22   | 1,78         | San Juan de los Morros |
| Barinas                | Erika Aulimar Lozada Ferretti      | 21   | 1,74         | El Tocuyo              |
| Bolívar                | Mercedes Carolina González Navarro | 17   | 1,74         | Ciudad Guayana         |
| Carabobo               | Goizeder Victoria Azúa Barrios     | 18   | 1,78         | San Felipe             |
| Cojedes                | Kim Gabriela Loewenthal            | 22   | 1,74         | Caracas                |
| Costa Oriental         | Yasmely Coromoto Pérez Martínez    | 23   | 1,75         | Maracaibo              |
| Delta Amacuro          | Gilger Dayana Márquez Gudiño       | 19   | 1,82         | Caracas                |
| Dependencias Federales | Sabrina Salemi Nicoloso            | 19   | 1,73         | Caracas                |
| Distrito Capital       | Amara Elyn Barroeta Seijas         | 18   | 1,79         | Caracas                |
| Falcón                 | Diana del Valle Cocho Bracho       | 18   | 1,72         | Punto Fijo             |
| Guárico                | Alejandra Pulido Aranzo            | 25   | 1,71         | Caracas                |
| Lara                   | Karelit Coromoto Yépez Morillo     | 21   | 1,78         | Barquisimeto           |
| Mérida                 | Maiti de Sousa do Nascimento       | 18   | 1,71         | Maracaibo              |
| Miranda                | Melissa Alexandra Wolf Ehrenzeller | 21   | 1,82         | Caracas                |
| Monagas                | Enid Solsiret Herrera Ramírez      | 20   | 1,76         | Maturín                |
| Nueva Esparta          | Driva Ysabella Cedeño Salazar      | 22   | 1,81         | Porlamar               |
| Península Goajira      | María Virginia Bastidas Ilukewitch | 23   | 1,72         | Maracaibo              |
| Portuguesa             | María Fernanda León Pinto          | 20   | 1,76         | Valencia               |
| Sucre                  | Maria Carolina Casado Chópite      | 18   | 1,72         | Cumaná                 |
| Táchira                | Ix-Balanke Tibisay Montilva Mora   | 17   | 1,78         | San Cristóbal          |
| Trujillo               | Anaís Verónica Gómez Carrascal     | 19   | 1,77         | Caracas                |
| Vargas                 | María Andreína Abrahamz            | 20   | 1,79         | Caracas                |
| Yaracuy                | Vanessa Carolina Fanessi Auteri    | 23   | 1,72         | Valencia               |
| Zulia                  | Ana Graciela Quintero Nava         | 20   | 1,82         | Maracaibo              |